# Законы Жюля Ферри
Законы Жюля Ферри (фр. Lois Jules Ferry) — законы о начальной школе во Франции, принятых в 1881—1882 годах во времена Третьей республики. Первый из этих законов был принят 16 июня 1881 года и устанавливал «абсолютно бесплатное начальное образование в государственных школах». Второй закон, об организации начального образования, принятый 28 марта 1882 года, делал начальное образование обязательным и способствовал секуляризации государственного образования. Законы получили своё название в честь их инициатора Жюля Ферри, республиканского политического лидера Третьей республики, который, в частности, дважды занимал пост министра народного образования в период с 1879 по 1883 год.
В более общем смысле выражение «законы Жюля Ферри» может обозначать более широкий набор текстов, реформировавших образование во Франции в период с 1879 по 1886 год по инициативе Жюля Ферри. В эти годы помимо двух законов, касающихся начальной школы, также были приняты законы, касающиеся подготовки учителей, среднего и высшего образования или функционирования административных комиссий, компетентных в вопросах образования. Закон Гобле от 30 октября 1886 года дополнил законы Жюля Ферри, поручив преподавание в государственных школах исключительно светскому персоналу, заменив учителей-церковников; иногда его также имеют в виду, говоря о законах Жюля Ферри.
Законы Ферри фундаментально преобразовали систему образовании во Франции и изменили закон Фаллу от 15 марта 1850 года, который до этого регулировал этот вопрос. Существовавшая ранее двойная система государственных и церковных школ, в которых в основном работали религиозные деятели, была заменена государственными светскими школами, положив начало современной республиканской школы (l'école républicaine). Образовательные реформы, проведённые Ферри, были частью более широкой антиклерикальной кампании во Франции того времени.